# Рикавская волость
Ри́кавская во́лость (латыш. Rikavas pagasts) — одна из двадцати пяти территориальных единиц Резекненского края Латвии. Находится в северо-западной части края. Граничит с Нагльской, Гайгалавской, Дрицанской, Кантиниекской и Сакстагальской волостями своего края, а также с Вилянской и Декшарской волостями Вилянского края.
Крупнейшими населёнными пунктами волости являются сёла: Рикава (волостной центр), Пилисколнс, Лиузи, Плюскова, Мурани, Бальтыня, Колнасата, Михалки.
В Рикаве находится Рикавская католическая церковь и постройки бывшей Рикавской усадьбы.
По территории волости протекают реки: Резекне, Лиужонка, Малта, Резекните, Сильупе. Крупных озёр нет. На реке Малта находится водохранилище.

## История
В 1945 году в Виленской волости Резекненского уезда был создан Рикавский сельский совет. После отмены в 1949 году волостного деления Рикавский сельсовет входил в состав Резекненского района.
В 1951 году к Рикавскому сельсовету была присоединена территория ликвидированного колхоза им. Шверника Зиркаукского сельсовета. В 1957 году — колхоза «Гайсма» Вилянского сельсовета. В 1962 году — колхоза «Драудзиба» и совхоза «Комъяуниетис» Кантиниекского сельсовета. В 1973 году часть территории Рикавского сельсовета была присоединена к Нагльскому сельсовету. В 1981 году часть территории Кантиниекского сельсовета была присоединена к Рикавскому сельсовету.
В 1990 году Рикавский сельсовет был реорганизован в волость. В 2009 году, по окончании латвийской административно-территориальной реформы, Рикавская волость вошла в состав Резекненского края.